# Cyathotrochus
Genre
Cyathotrochus est un genre de coraux durs de la famille des Turbinoliidae.

## Liste d'espèces
Le genre Cyathotrochus comprend les espèces suivantes :
| Selon World Register of Marine Species (15 juillet 2015) : - Cyathotrochus nascornatus (Gardiner & Waugh, 1938) - Cyathotrochus pileus (Alcock, 1902) | Selon ITIS (15 juillet 2015) : - Cyathotrochus herdmani Bourne, 1905 - Cyathotrochus nascornatus (Gardiner & Waugh, 1938) - Cyathotrochus pileus (Alcock, 1902) |